# عش الدبابير (مسرحية)
عش الدبابير (بالإنجليزية: Wasp's Nest) هي مسرحية تلفزيونية على قناة بي بي سي في 18 حزيران 1937. مأخوذة من قصة قصيرة تحمل نفس الاسم لكاتبة الجريمة والغموض أجاثا كريستي.
المسرحية من بطولة فرانسيس إل سوليفان بدَوْر هيركيول بوارو، ومن إخراج وإنتاج جورج مور أوفيرال وقام بالتمثيل فرانسيس إل سوليفان، والاس دوغلاس، دي أي كلارك سميث، أنطوانيت سيلير